# Bruns-Berge
Die Bruns-Berge sind eine kleine Gruppe Nunatakker im ostantarktischen Königin-Maud-Land. Sie ragen 4 km westnordwestlich des Bergs Brattskarvet in der Sverdrupfjella auf. Zu ihnen gehört der Felsen Tua.
Entdeckt und benannt wurden sie bei der Deutschen Antarktischen Expedition 1938/39 unter der Leitung des Polarforschers Alfred Ritscher. Namensgeber ist Herbert Bruns (* 1908), Elektroingenieur des Expeditionsschiffs Schwabenland.